# Napeanthus apodemus
Napeanthus apodemus är en tvåhjärtbladig växtart som beskrevs av John Donnell Smith. Napeanthus apodemus ingår i släktet Napeanthus och familjen Gesneriaceae. Inga underarter finns listade i Catalogue of Life.